# Nemanja Motika
Nemanja Motika (serbisch-kyrillisch Немања Мотика; * 20. März 2003 in Berlin) ist ein serbisch-deutscher Fußballspieler. Der Linksaußen steht bei NK Olimpija Ljubljana unter Vertrag.

## Karriere

### Vereine
Der in Berlin geborene Motika begann beim BFC Preussen und Hertha Zehlendorf mit dem Fußballspielen, ehe er 2012 in das Nachwuchsleistungszentrum von Hertha BSC wechselte. Zur Saison 2017/18 wechselte der 14-Jährige gemeinsam mit Torben Rhein und seinem jüngeren Bruder Nikola (* 2004) zum FC Bayern München. Zunächst gehörte auf dem FC Bayern Campus den C1-Junioren (U15) in der erstklassigen C-Junioren-Regionalliga Bayern an, ehe er in der Saison 2018/19 mit den B2-Junioren (U16) in der zweitklassigen B-Junioren-Bayernliga spielte. In der Saison 2019/20 kam der Flügelstürmer bis zum Saisonabbruch aufgrund der COVID-19-Pandemie im März 2020 in allen 21 Spielen (14-mal in der Startelf) für die B1-Junioren (U17) in der B-Junioren-Bundesliga Süd/Südwest zum Einsatz und erzielte 8 Tore. Zur Saison 2020/21 rückte der 17-Jährige zu den A-Junioren (U19) auf. Da die A-Junioren-Bundesliga aufgrund der Corona-Pandemie ab November 2020 ihren Spielbetrieb einstellen musste, konnte Motika lediglich 4 Bundesligaspiele (alle von Beginn) absolvieren. Im Mai 2021 kam er unter dem Cheftrainer Martín Demichelis an den letzten 3 Spieltagen für die zweite Mannschaft in der 3. Liga zum Einsatz, erzielte ein Tor, konnte den Abstieg in die Regionalliga Bayern aber nicht verhindern.
Zur Saison 2021/22 rückte Motika fest in die zweite Mannschaft auf. Bis zur Winterpause absolvierte er 24 Regionalligaspiele, in denen er 15 Tore erzielte und 10 weitere vorbereitete. Zudem kam er Anfang Dezember 2021 für die U19 in der UEFA Youth League zum Einsatz und erzielte beim 3:2-Sieg gegen den FC Barcelona einen Doppelpack. Da der Profikader Anfang Januar 2022 am 18. Spieltag aufgrund von Corona-Infektionen, Verletzungen und Abstellungen zum Afrika-Cup 2022 stark dezimiert war, stand Motika unter Julian Nagelsmann bei einer 1:2-Niederlage gegen Borussia Mönchengladbach erstmals in der Bundesliga im Spieltagskader, ohne jedoch eingewechselt zu werden; alle Feldspieler auf der Bank des FC Bayern kamen dabei aus der zweiten Mannschaft oder U19. In den folgenden Spielen folgten keine Nominierungen mehr. Aus dem Nachwuchs kamen die jüngeren Paul Wanner und Lucas Copado zu Einsätzen auf seiner Position, zudem wurden Gabriel Vidović höhere Chancen auf Einsätze als Motika ausgerechnet.
Anfang Februar 2022 wechselte Motika zum serbischen Erstligisten Roter Stern Belgrad. Er unterschrieb beim Rekordmeister einen Vertrag bis zum 30. Juni 2026. Wenige Tage zuvor war bereits sein seit Saisonbeginn vereinsloser Bruder Nikola für die U19 verpflichtet worden. Bis zum Ende der regulären Saison 2021/22 kam er auf 7 Ligaeinsätze, stand ein Mal in der Startelf und erzielte ein Tor. Roter Stern Belgrad zog als Tabellenführer in die Meisterrunde ein. Dort trug Motika 3 Kurzeinsätze zum Gewinn der serbischen Meisterschaft bei. Daneben kam der Flügelspieler auf dem Weg zum Pokalsieg auf 2 Einwechslungen im Viertel- und Halbfinale.
In der Saison 2022/23 kam Motika bis zur Winterpause dann fast gar nicht mehr zum Einsatz und absolvierte jeweils nur einen Kurzeinsatz in Cup und UEFA Europa League. Im Februar 2023 wurde der Flügelstürmer daraufhin an den österreichischen Bundesligisten SC Austria Lustenau verliehen. Für Lustenau kam er zu 15 Einsätzen in der Bundesliga bis Saisonende. Zur Saison 2023/24 kehrte er nicht mehr nach Belgrad zurück, sondern begab sich nach Ljubljana zum Erstligisten NK Olimpija Ljubljana, mit dem er einen bis Juni 2026 datierten Vertrag unterzeichnete. Im August 2024 wechselte er auf Leihbasis zur SpVgg Greuther Fürth.

### Nationalmannschaft
Motika kam bislang einmal für eine der Nachwuchsnationalmannschaften des DFB zum Einsatz. Für die U16-Nationalmannschaft spielte er am 5. September 2018 in Kilb beim 3:2-Sieg im Freundschaftsspiel gegen die U16-Nationalmannschaft Zyperns.
Im Juni 2021 gab er sein Debüt für die U19-Nationalmannschaft Serbiens. Mit ihr nahm er an der vom 18. Juni bis zum 1. Juli 2022 in der Slowakei ausgetragenen Europameisterschaft 2022 teil, bei der er bis zum Ausscheiden in allen drei Spielen der Gruppe B zum Einsatz kam.

## Erfolge
- Serbischer Meister 2022
- Serbischer Pokal-Sieger 2022